# Joachim Meichssner
Joachim Meichssner (4 de abril de 1906-29 de septiembre de 1944) fue un oficial del Ejército alemán y miembro de la resistencia contra el régimen Nazi.

## Biografía
Meichssner nació en Deutsch Eylau, Prusia Occidental, Imperio alemán (actual Iława, Polonia). Desde 1912 su padre Maximilian trabajaba como profesor y supervisor eclesiástico en Schulpforta, donde Meichssner también asistía a la escuela. Se hizo voluntario para el Reichswehr en 1924 como oficial cadete. Iniciándose en 1935 fue formado para tareas del estado mayor en la Academia Militar de Berlín. En septiembre de 1937 pasó al Alto Mando Alemán. En 1940 se convirtió en oficial del estado mayor general y jefe de grupo en la Oficina General del Ejército (Allgemeines Heeresamt) a las órdenes del General Friedrich Olbricht. Aquí se involucró en la conspiración militar contra Hitler.
Después de su despliegue en el frente oriental, Meichssner se convirtió en Jefe del Departamento de Organización del Mando de las Fuerzas Armadas en 1943 y como tal tenía acceso directo, aunque esporádico, a Hitler. En septiembre de 1943 el Coronel Helmuth Stieff informó a Meichssner sobre los planes de matar a Hitler en un ataque suicida e intentó convencerlo para llevar a cabo ese intento; sin embargo, Meichssner finalmente lo rechazó después de que su padre lo desalentara por motivos religiosos y porque "no podía soportar el estrés de la espera".
Los conspiradores en torno a Claus von Stauffenberg ahora eligieron a Axel von dem Bussche para matar a Hitler en un ataque suicida durante una demostración de nuevos uniformes de invierno, un plan que fracasó después de que los uniformes fueran destruidos en un raid aéreo Aliado.
Meichssner fue desplegado en Potsdam durante el complot del 20 de julio; inicialmente su participación en el golpe pasó inadvertida, pero su padre, miembro de la Iglesia Confesante en Wittenberg, fue arrestado por la Gestapo el 21 de julio de 1944. Una semana después Joachim Meichssner también fue arrestado. Fue sentenciado a muerte por el Volksgerichtshof ("Tribunal del Pueblo") el 29 de septiembre de 1944 e inmediatamente ejecutado en la prisión de Plötzensee junto a Joachim Sadrozinski, Fritz von der Lancken, Wilhelm-Friedrich zu Lynar y  Otto Herfurth.